# Thalattoscopus wauensis
Thalattoscopus wauensis är en insektsart som beskrevs av Knight och Webb 1986. Thalattoscopus wauensis ingår i släktet Thalattoscopus och familjen dvärgstritar. Inga underarter finns listade i Catalogue of Life.